# Druļļu purvs
Druļļu purvs är ett träsk i Lettland.   Det ligger i Sigulda kommun, i den centrala delen av landet, 60 km nordost om huvudstaden Riga.